# Fred Berger (Produzent)

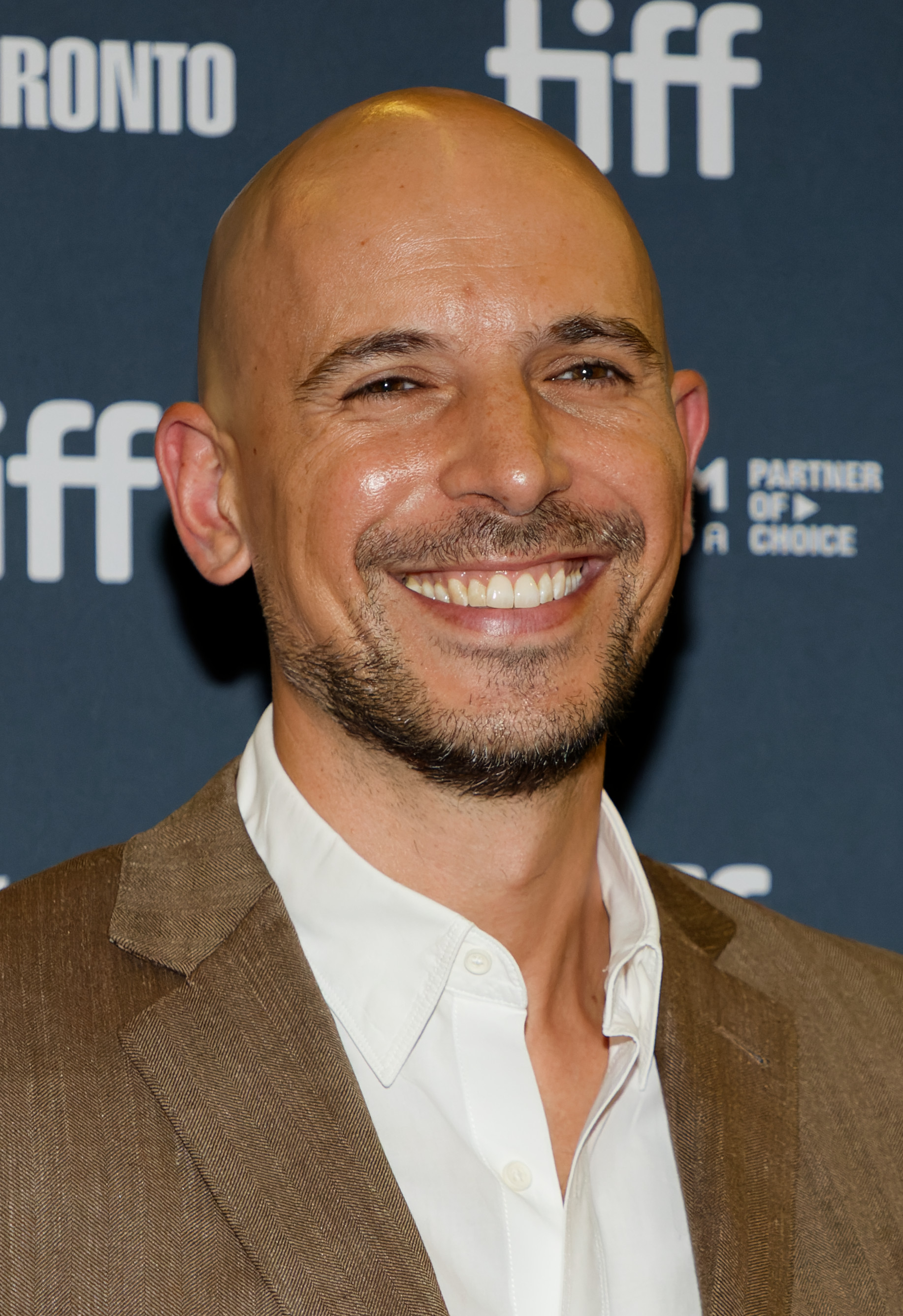
Fred Berger (2024)

Fred Berger (* 10. Mai 1981 in New York City) ist ein US-amerikanischer Filmproduzent.

## Leben
Berger hatte bereits vor 2009 in anderen Rollen an Filmsets gearbeitet und begann seine Produktionstätigkeit mit dem Fernsehfilm Taking Chance (2009). Bekannt wurde er vor allem als Produzent des Films La La Land, für den er 2017 eine Oscarnominierung in der Kategorie Bester Film erhielt, die er sich mit den anderen beiden Produzenten Jordan Horowitz und Marc Platt teilte. Während der Verleihung erhielten sie sogar den Oscar, was sich dann allerdings als Fehler seitens der Academy herausstellte. Später sagte Berger in einem Interview, dass der Moment sehr schmerzhaft gewesen sei, aber sie sich dennoch mit der Crew von Moonlight freuen konnte. Er erhielt außerdem 2017 für La La Land einen Golden Globe in der Kategorie Bester Film – Komödie/Musical. Im selben Jahr wurde er in die Academy of Motion Picture Arts and Sciences (AMPAS) aufgenommen.
Seit 2017 plante er mit Produzent Alex Heineman eine Filmbiografie über Bob Dylan. Schließlich erhielten sie über dessen Manager Jeff Rosen einen Kontakt. Im Jahr 2019 stieß James Mangold als Regisseur hinzu, der schließlich Dylan von dem Film überzeugen konnte. Schließlich kam 2024 Like A Complete Unknown in die Kinos und Berger wurde zusammen mit Heineman und Mangold bei der Oscarverleihung 2025 in der Kategorie Bester Film nominiert.

## Filmografie (Auswahl)
- 2009: Taking Chance
- 2009: Road, Movie
- 2015: Barbados (Kurzfilm)
- 2016: La La Land
- 2016: The Autopsy of Jane Doe
- 2018: I Think We’re Alone Now
- 2018: Elizabeth Harvest
- 2018: Operation Finale
- 2018: Destroyer
- 2019: Strange But True
- 2019: Bad Education
- 2020: Gretel & Hänsel (Gretel & Hansel)
- 2020: Mainstream
- 2020: Shadow in the Cloud
- 2024: Like A Complete Unknown (A Complete Unknown)